# GRB 090423
GRB 090423 és un esclat de raigs gamma descobert pel satèl·lit artificial Swift el 23 d'abril de 2009 a les 07:55:19 UTC.
Situat a alguns graus de l'estrella η Leonis, a la constel·lació del Lleó, és actualment (a 29 d'abril de 2009) l'esdeveniment astronòmic més allunyat de la Terra que mai s'ha observat. Presenta una desplaçament cap al roig de 8,2.
Segons el model estàndard de la cosmologia, aquest desplaçament cap al roig correspon a una data de 600 milions d'anys després del big-bang: aquesta data és perfectament compatible amb les èpoques corresponents a les primeres fases de formació de les estrelles, sens dubte molt anteriors als 600 milions d'anys després del big-bang.
El satèl·lit Swift va detectar improvisadament una explosió de raigs gamma amb un instrument denominat BAT (Burst Alert Telescope; detecta les flamarades i anota les seves coordenades). L'explosió va tenir una durada d'aproximadament 10 segons, cosa que fa que aquest esdeveniment sigui extremadament energètic i tingui conseqüències probablement catastròfiques: els investigadors han calculat que en aquests 10 segons s'haurien emès 100 vegades més energia que la que emetrà el Sol en tota la seva vida.